# Attentats du 17 mai 2016 à Bagdad
Pour les articles homonymes, voir Attentat de Bagdad.
Les attentats de Bagdad sont une série de trois attaques terroristes survenues le 17 mai 2016 à Bagdad, en Irak. Elles font au moins une centaine de victimes.

## Déroulement
Le 17 mai 2016, à la mi-journée, un kamikaze, identifié comme étant une femme par les services irakiens, actionne son gilet explosif dans le quartier de Chaab, dans le nord de Bagdad, après avoir jeté une série de grenades. Cette attaque fait au moins 21 victimes. L'État islamique revendique cette attaque, mais affirme que le kamikaze est un homme du nom d'Abou Khattab al-Iraqi.
Au sud de la ville, dans le district de Rachid, l'explosion d'une voiture piégée fait 3 victimes. Une deuxième explose dans le quartier de Sadr City, causant la mort d'au moins 24 personnes,.